# Merete Brettschneider
Merete Brettschneider (* 1974 als Merete Holst in Hamburg) ist eine deutsche Schauspielerin, Synchronsprecherin sowie Hörspiel- und Hörbuchsprecherin. Sie ist als die deutsche Stimme von Supergirl und Temari aus Naruto bekannt.

## Karriere
Nach Abschluss des Grafikdesign-Studiums wechselte Merete Brettschneider in das Berufsfeld Schauspiel. Erste Erfahrungen in der Schauspielerei sammelte sie als Quereinsteigerin über einige Nebenrollen im Privatfernsehen (z. B. Unter uns). Durch ein Voiceover kam sie zum Synchronsprechen. Im heimischen Tonstudio erstellte sie eigene Demofiles, mit denen sie sich erfolgreich bei diversen Agenturen bewarb.
Zu Beginn synchronisierte sie Hintergrundgespräche. Ihr Debüt feierte sie mit ihrer ersten Hauptrolle als Temari aus der Anime-Serie Naruto. Eine feste Rolle hat Brettschneider als Marie in der Hörspielreihe Die drei !!!.

## Sprechrollen
Für Melissa Benoist:
- 2016–2021: Supergirl … als Kara Danvers / Supergirl
- 2017–2020: Arrow … als Kara Danvers / Supergirl
- 2017–2019: The Flash … als Kara Danvers / Supergirl
- 2017–2020: Legends of Tomorrow … als Kara Danvers / Supergirl

Für Romi Park:
- 2006–2008: Naruto … als Temari
- 2009–2017: Naruto Shippuden … als Temari
- 2016: Naruto Shippuden – The Movie … als Temari
- 2016: Naruto Shippuden – The Movie: Die Erben des Willens des Feuers … als Temari
- 2017–2023: Boruto: Naruto Next Generations … als Temari

### Filme
- 1977: Suspiria … als Olga
- 2003: Dreamkeeper … als Mae/Blauvogel Frau
- 2005: Dinotopia … als Mara
- 2005: Noroi: The Curse … als Marika Matsumoto
- 2006: The Triangle – Als Ausweg bleibt nur der Tod … als Hye-Young
- 2007: The Babysitters … als Brenda Woodberg
- 2010: 2001 Maniacs 2 – Es ist angerichtet … als Tina Sheraton
- 2010: Rabies … als Shir
- 2010: Turbulent Skies … als Tracey
- 2012: Rags … als Sammi
- 2012: Silent Night … als Aubrey Bradimore
- 2013: 2 Herbste 3 Winter … als Katia
- 2013: Kristin’s Christmas Past … als Kristin
- 2014: Eden – Lost in Music … als Julia
- 2014: Let Us Prey … als P.C. Jennifer Mundie
- 2014: Maps to the Stars … als Gretchen Voss
- 2014: When Sparks Fly … als Sammie Harper
- 2016: Good Kids … als Emily
- 2017: Der Meisterdieb und seine Schätze … als Carole
- 2017: Rudolf, der schwarze Kater … als Misha
- 2017: The Layover … als Kate
- 2018: Step Sisters … als Jamilah

### Animationsserien
- 2006–2008: Pucca … als Pucca
- 2007: Jibber Jabber … als Marcy
- 2009: Fanboy & Chum Chum … als Yo
- Seit 2010: Angelo! … als Lola
- 2011: Rekkit Riesenhase … als Evita und Marisol
- 2011: Sherlock Yack – Der Zoodetektiv … als Storch und diverse andere Figuren
- 2011–2012: D.Gray-Man … als Lenalee Lee
- 2012–2014: Littlest Pet Shop – Tierisch gute Freunde … als Brittany Biskit
- 2013–2021: Thomas & seine Freunde … als Caitlin
- 2014–2015: The Irregular at Magic High School … als Mizuki Shibata
- 2014–2016: Ein Fall für TKKG … als Gabi
- 2015: Noragami … als Tomone
- 2015: Akuma no Riddle … als Haruki Sagae
- 2015–2016: Beyond the Boundary … als Mitsuki Nase
- 2016: Rage of Bahamut: Genesis … als Gabriel
- Seit 2016: Willkommen bei den Louds … als Lucy Loud und Lisa Loud
- 2016–2017: Comet Lucifer … als Felia
- 2016–2017: Die Welt der Winx … als Annabelle und Königin
- 2018: B: The Beginning … als Izanami
- Seit 2018: Spy Kids – Auf wichtiger Mission … als Glitch

### Fernsehserien
- 2007: H2O – Plötzlich Meerjungfrau … als Freundin von Emma (1.04)
- 2008–2009: Dr. House … als Casey Alfsonso (4.06) und Melinda (5.08)
- 2009: Emergency Room – Die Notaufnahme … als Dr. Daria Wade (15.02)
- 2009, 2011: Elephant Princess … als Stella (1.10) und Holly
- 2010–2011: Connor Undercover … Gisela Calicos
- 2013: Bleak House … als Esther Summerson
- 2013, 2015: Mako – Einfach Meerjungfrau … als Sirena
- 2014: Fargo … als Ida Thurman
- 2015: Between … als Ms. Symonds
- 2015: Chasing Life … als April Carver
- 2015: Crossing Lines … als Ellie Delfont-Bogard
- 2015: Tut – Der größte Pharao aller Zeiten … als Ankhe
- 2015–2019: Unbreakable Kimmy Schmidt … als Kimmy Schmidt
- 2016: 19-2 … als Laura
- 2016: Lovesick … als Cressida
- 2016: Strange Empire … als Fiona Briggs
- 2016: The Book of Negroes – Ich habe einen Namen … als Judith Palmer
- 2016–2021: Line of Duty … als Maneet
- 2017: Agatha Christie: Mörderische Spiele … Alice Avril
- 2017: Julies Theaterschule … als Ellie Kemper
- 2017: Lucifer … als Shauna
- 2017: Master of None … als Francesca
- 2017: Rellik … als DC Andrea Reed
- Seit 2017: Ich bin Frankie … als Dayton Reyes
- 2017–2022: Grace and Frankie … als Allison
- 2018–2021: The Bold Type – Der Weg nach oben … als Kat Edison
- 2020: Athena … als Nyela Malik
- 2022–2024: Willkommen bei den echten Louds … als Lucy Loud (Aubin Bradley) und Lisa Loud (Lexi Janicek)

### Hörspiele
- seit 2009: Die drei !!! … als Marie Grevenbroich
- 2010: Die drei ??? Kids (Folge 14) … als  Janet Lindsay
- seit 2013: Hanni und Nanni (ab Folge 41) … als Tessi
- 2014: Die drei ??? (Special "Das Rätsel der Sieben", Kurzgeschichten) … als Barbara Andrews, genannt Bobby
- 2015: TKKG (192) … als Sabine
- seit 2016: Die Punkies … als Aylin Günes
- 2016: Die drei ??? (Special "und der Zeitgeist", Kurzgeschichten) … als Liz Zapata
- 2017: Die drei ??? (Special "Das Grab der Inka-Mumie", Planetarium-Hörspiel) … als Kassiererin und Ansagerin im Museum
- 2017: Die drei ??? (Special "und das kalte Auge", Planetarium-Hörspiel) … als Francine
- 2018: Teufelskicker (Folge 72) … als Aylin Günes
- 2018: Conni (Folge 72) … als Frau Müller
- 2018: Kati & Azuro (Folge 21) … als Amelie
- 2019: Die Gruselserie (Folge 2) … als Redakteurin
- 2019: Die Gruselserie (Folge 5) … als Stella Dupont
- 2019: Tony Ballard (Folgen 34 bis 36) … als Melissa
- 2020: Die drei ??? (Folge 205) … als Papagei Cosy
- 2020: Die drei ??? (Special "und das Grab der Maya", Planetarium-Hörspiel) … als Sheryl Harvey
- 2021: TKKG (Special "Schreckliche Weihnacht überall", Adventskalender) … als Ines Werner
- 2021: Hanni und Nanni (Special "Weihnachtszauber mit Hanni und Nanni", Adventskalender) … als Tessi
- 2023: Die Gruselserie (Folge 10) … als April Baker
- 2023: Die drei ??? (Folge 223) … als Bühnenbildnerin Buzzy

## Hörbücher (Auswahl)
| Serie                                | Titel                                         | Autor                         |
| ------------------------------------ | --------------------------------------------- | ----------------------------- |
|                                      | Bis das Feuer die Nacht erhellt               | Becca Fitzpatrick             |
|                                      | Da waren’s nur noch zwei                      | Mel Wallis de Vries           |
| Dark Elements                        | Steinerne Schwingen                           | Jennifer L. Armentrout        |
| Dark Elements                        | Eiskalte Sehnsucht                            | Jennifer L. Armentrout        |
| Dark Elements                        | Sehnsuchtsvolle Berührung                     | Jennifer L. Armentrout        |
| Die 5. Welle                         | Die fünfte Welle 1                            | Rick Yancey                   |
| Die 5. Welle                         | Das unendliche Meer                           | Rick Yancey                   |
| Die 5. Welle                         | Der letzte Stern                              | Rick Yancey                   |
| Die Chaosschwestern                  | Die Chaosschwestern legen los!                | Dagmar H. Mueller             |
| Die Chaosschwestern                  | Die Chaosschwestern sind unschlagbar!         | Dagmar H. Mueller             |
|                                      | Die Frau des Teehändlers                      | Dinah Jefferie                |
|                                      | Engel der Nacht                               | Becca Fitzpatrick             |
| Fifty Shades of Grey (der Hörverlag) | Befreite Lust!!!                              | E. L. James                   |
| Fifty Shades of Grey (der Hörverlag) | Gefährliche Liebe                             | E. L. James                   |
| Fifty Shades of Grey (der Hörverlag) | Geheimes Verlangen                            | E. L. James                   |
|                                      | Flawed – Wie perfekt willst du sein?          | Cecelia Ahern                 |
| Freche Mädchen                       | Chaos à la carte                              | Hortense Ullrich              |
| Freche Mädchen                       | Chaos & flambierte Herzen                     | Hortense Ullrich              |
| Freche Mädchen                       | Franzosen küssen besser                       | Martina Sahler                |
| Freche Mädchen                       | Italiener sind zum Küssen da                  | Martina Sahler                |
| Freche Mädchen                       | Kleine Ziege – Große Liebe                    | Sabine Both                   |
| Freche Mädchen                       | Liebe, Schuss, Elfmeterkuss                   | Hortense Ullrich, Sabine Both |
| Freche Mädchen                       | Liebeschaos und lila Muffins                  | Hortense Ullrich              |
| Freche Mädchen                       | Traumküsse aus Amerika                        | Martina Sahler                |
| Freche Mädchen                       | Verflixt und fremdgeküsst                     | Hortense Ullrich              |
| Freche Mädchen                       | Weihnachtsküsse aus aller Welt                | Martina Sahler                |
| Gespenster-Krimi                     | Die Blutbestie                                | Markus Topf, A.F. Morland     |
| Gespenster-Krimi                     | Die Rückkehr der Blutbestie                   | Markus Topf, A.F. Morland     |
| Götterleuchten                       | Erwachen des Lichts                           | Jennifer L. Armentrout        |
| Götterleuchten                       | Im leuchtenden Sturm                          | Jennifer L. Armentrout        |
| Götterleuchten                       | Glanz der Dämmerung                           | Jennifer L. Armentrout        |
|                                      | Hourglass                                     | Myra McEntire                 |
|                                      | Kater Flo und das Weihnachtswunder            | Angela Troni                  |
| Kiss & Crime                         | Zeugenkussprogramm                            | Eva Völler                    |
| No Man’s Land                        | Niemandsland                                  | Greg Rucka                    |
| No Man’s Land                        | Chaos                                         | Greg Rucka                    |
| No Man’s Land                        | Tod                                           | Greg Rucka                    |
| No Man’s Land                        | Familie                                       | Greg Rucka                    |
| No Man’s Land                        | Wahnsinn                                      | Greg Rucka                    |
| No Man’s Land                        | Das Ende                                      | Greg Rucka                    |
| Obsidian (Hörbuch Hamburg)           | Schattendunkel,                               | Jennifer L. Armentrout        |
| Obsidian (Hörbuch Hamburg)           | Onyx. Schattenschimmer                        | Jennifer L. Armentrout        |
| Obsidian (Hörbuch Hamburg)           | Opal. Schattenglanz                           | Jennifer L. Armentrout        |
| Obsidian (Hörbuch Hamburg)           | Origin. Schattenfunke                         | Jennifer L. Armentrout        |
| Obsidian (Hörbuch Hamburg)           | Opposition. Schattenblitz                     | Jennifer L. Armentrout        |
|                                      | Partials I                                    | Dan Wells                     |
| Pixi Hören                           | Ponygeschichten                               | diverse Autoren               |
| Pixi Hören                           | Prinzessinnengeschichten                      | Ruth Gellersen                |
|                                      | Perfect – Willst du die perfekte Welt?        | Cecelia Ahern                 |
|                                      | Der Griff des Todes (Sherlock Holmes & Co 10) | Sherlock Holmes & Co          |
|                                      | So klingt dein Herz, Argon Verlag             | Cecelia Ahern                 |
| Time School                          | Auf ewig dein                                 | Eva Völler                    |
|                                      | Winterblüte                                   | Corina Bomann                 |
|                                      | Zauberwelt der Märchen: Tschechische Märchen  | Bozena Nemcova                |
|                                      | Zwanzig Zeilen Liebe                          | Rowan Coleman                 |
|                                      |                                               |                               |
|                                      | Zeugenkussprogramm, Lübbe Audio               | Eva Völler                    |